# Mongolisches Schach

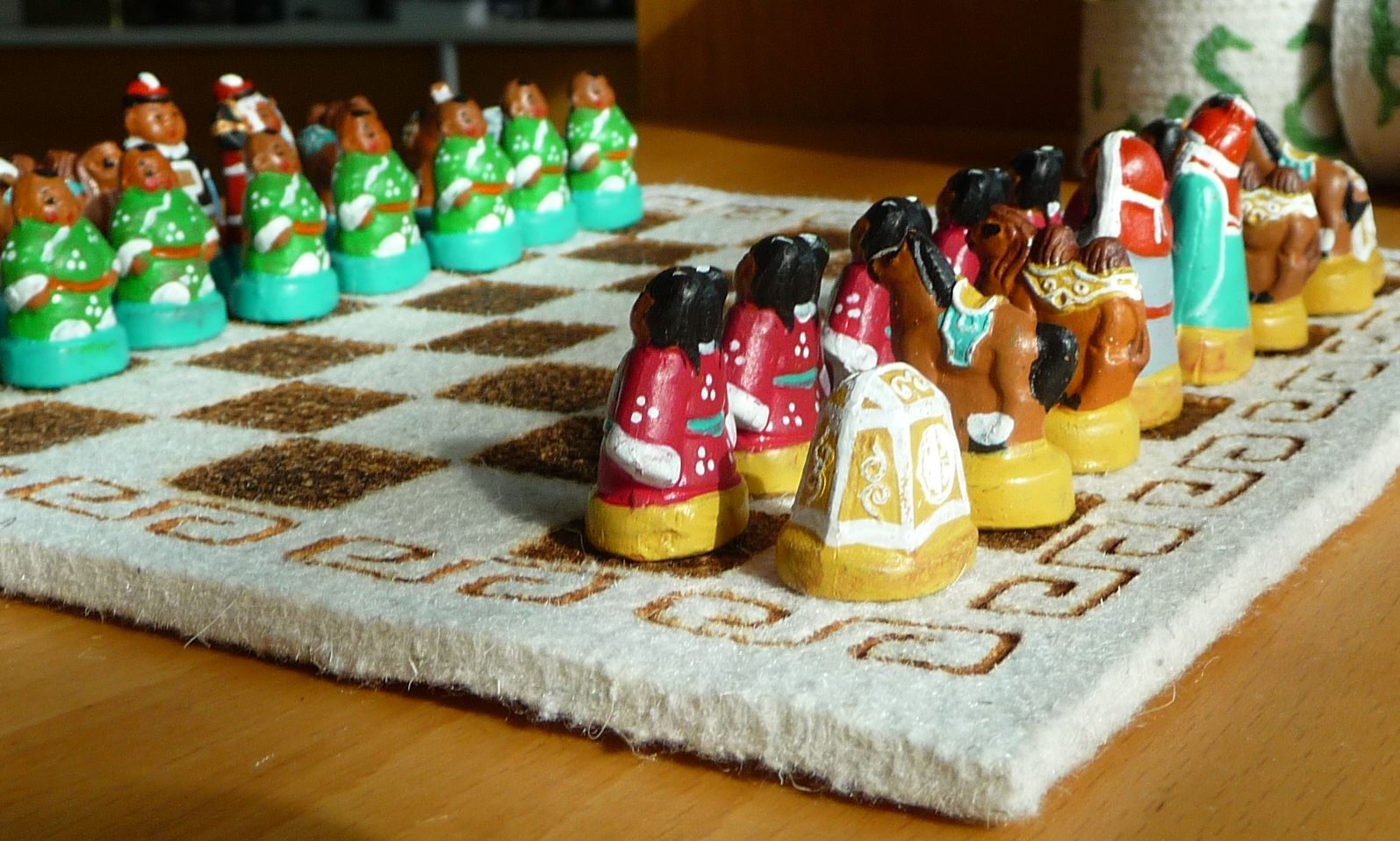
Mongolisches Schach

Das Mongolische Schach (mongolisch: шатар Shatar oder Shitar ᠮᠣᠩᠭᠣᠯ ᠰᠢᠲᠠᠷ᠎ᠠ; chinesisch 蒙古族象棋, Pinyin Mengguzu xiangqi) ist ein beliebtes Brettspiel der Mongolen. Es wird auf einem 8×8-Brett gespielt. Es gibt auch eine seltenere Variante mit Namen Hiashatar (хиашатар), die auf einem 10×10-Brett gespielt wird.

## Figuren
| Bild | mongolisch     | traditionell                   | Übersetzung        | Entsprechung |
| ---- | -------------- | ------------------------------ | ------------------ | ------------ |
|      | ноён (noyon)   | ᠨᠣᠶᠠᠨ                          | Herzog             | König        |
|      | хатан (chatan) | ᠪᠠᠷᠰ/ᠪᠡᠷᠰᠡ бар/бэрс (bar/bers) | Königin bzw. Tiger | Dame         |
|      | морь (mori)    | ᠮᠣᠷᠢ                           | Pferd              | Springer     |
|      | тэрэг (tereg)  | ᠲᠡᠷᠭᠡ                          | Wagen              | Turm         |
|      | тэмээ (temee)  | ᠲᠡᠮᠡᠭᠡ                         | Kamel              | Läufer       |
|      | хүү (chüü)     | ᠬᠦᠦ                            | Junge              | Bauer        |

## Shatar in China
Das Mongolische Schach aus dem Alxa-Bund der Inneren Mongolei steht auf der Liste des immateriellen Kulturerbes der Volksrepublik China (792). Form, Regeln und Zugbewegungen ähneln jedoch viel eher dem internationalen Schach als dem chinesischen Xiangqi.

## Bildergalerie

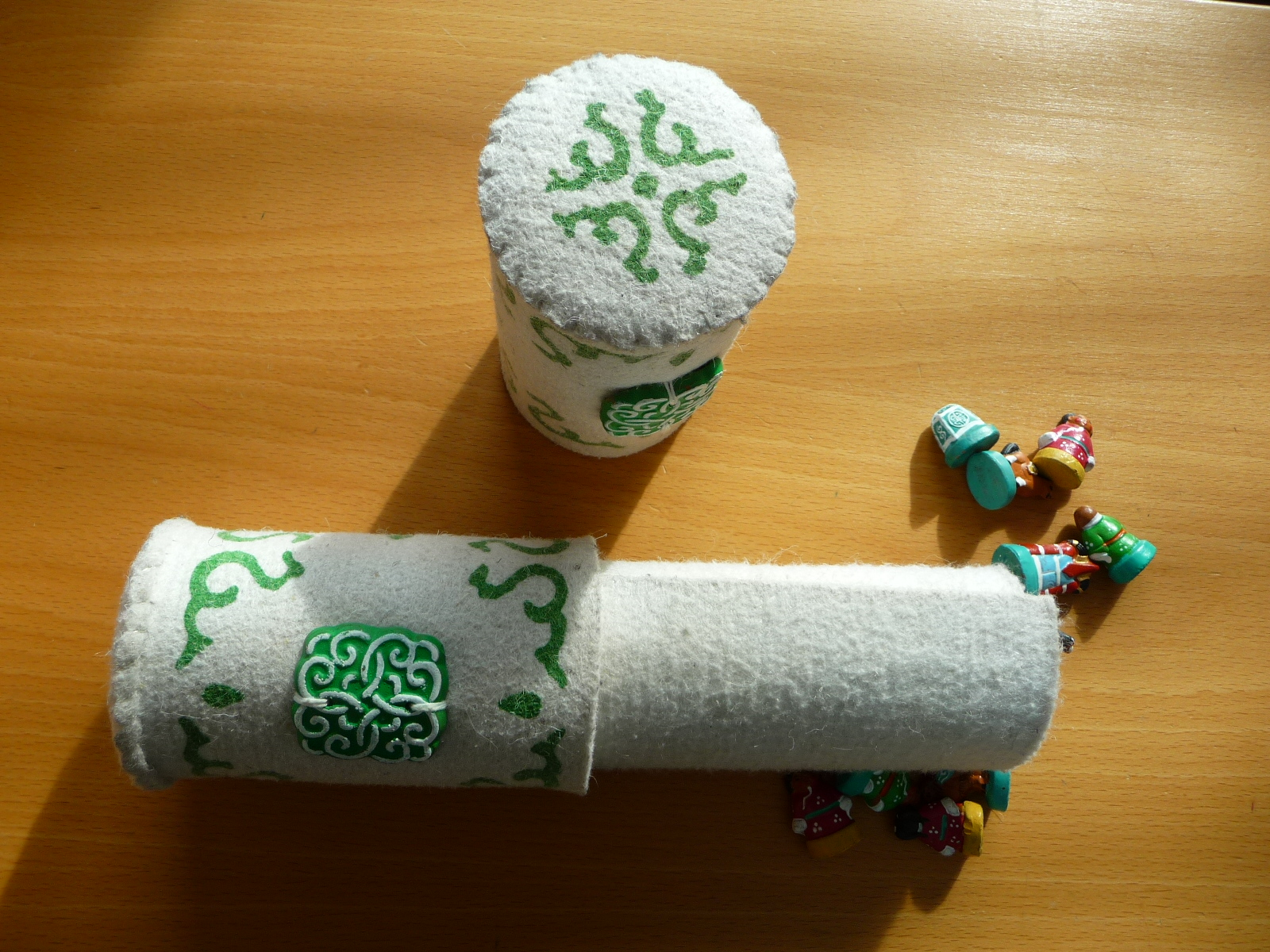
Filzhülle
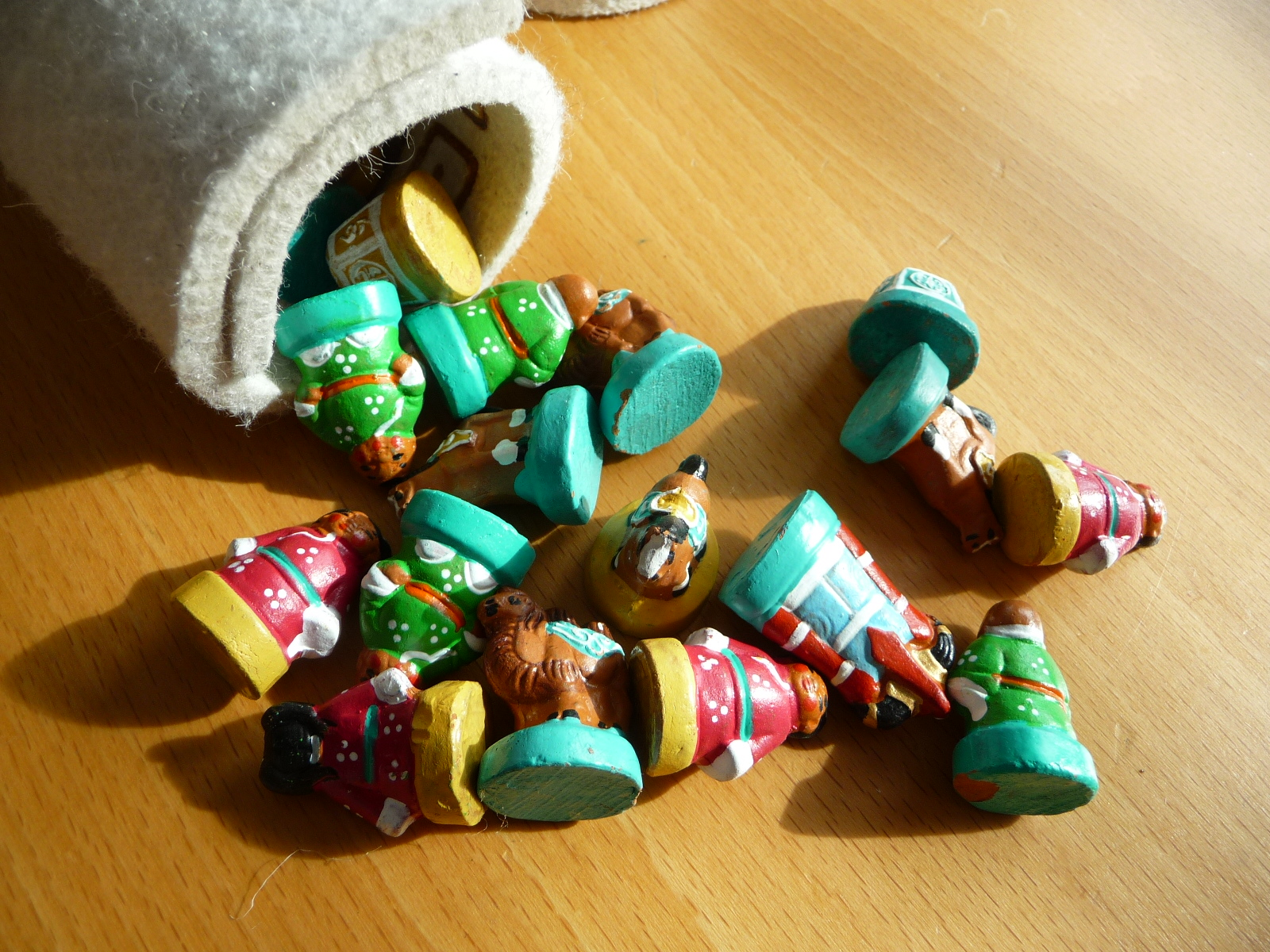
Figuren
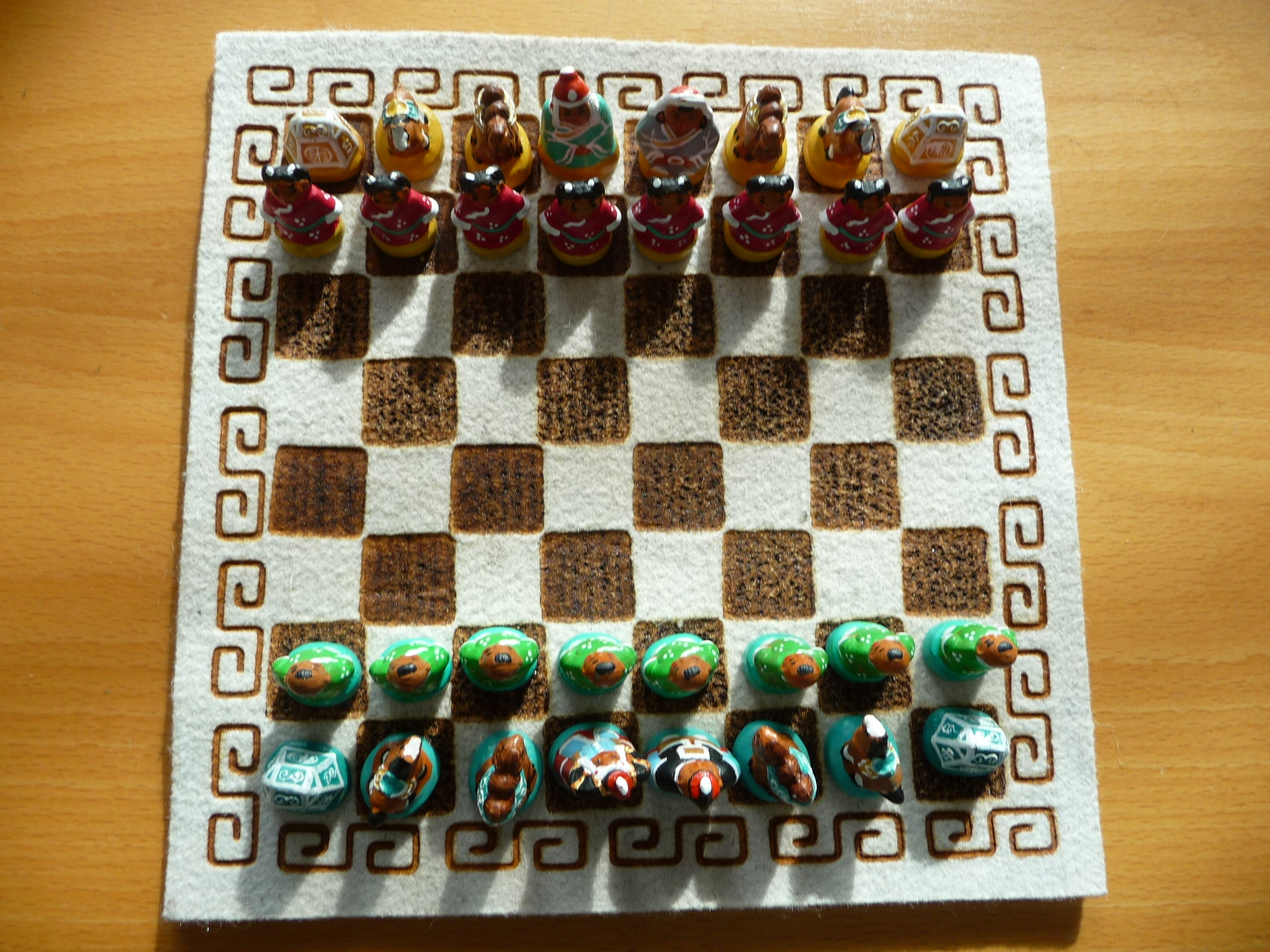
Spielplan aus Filz
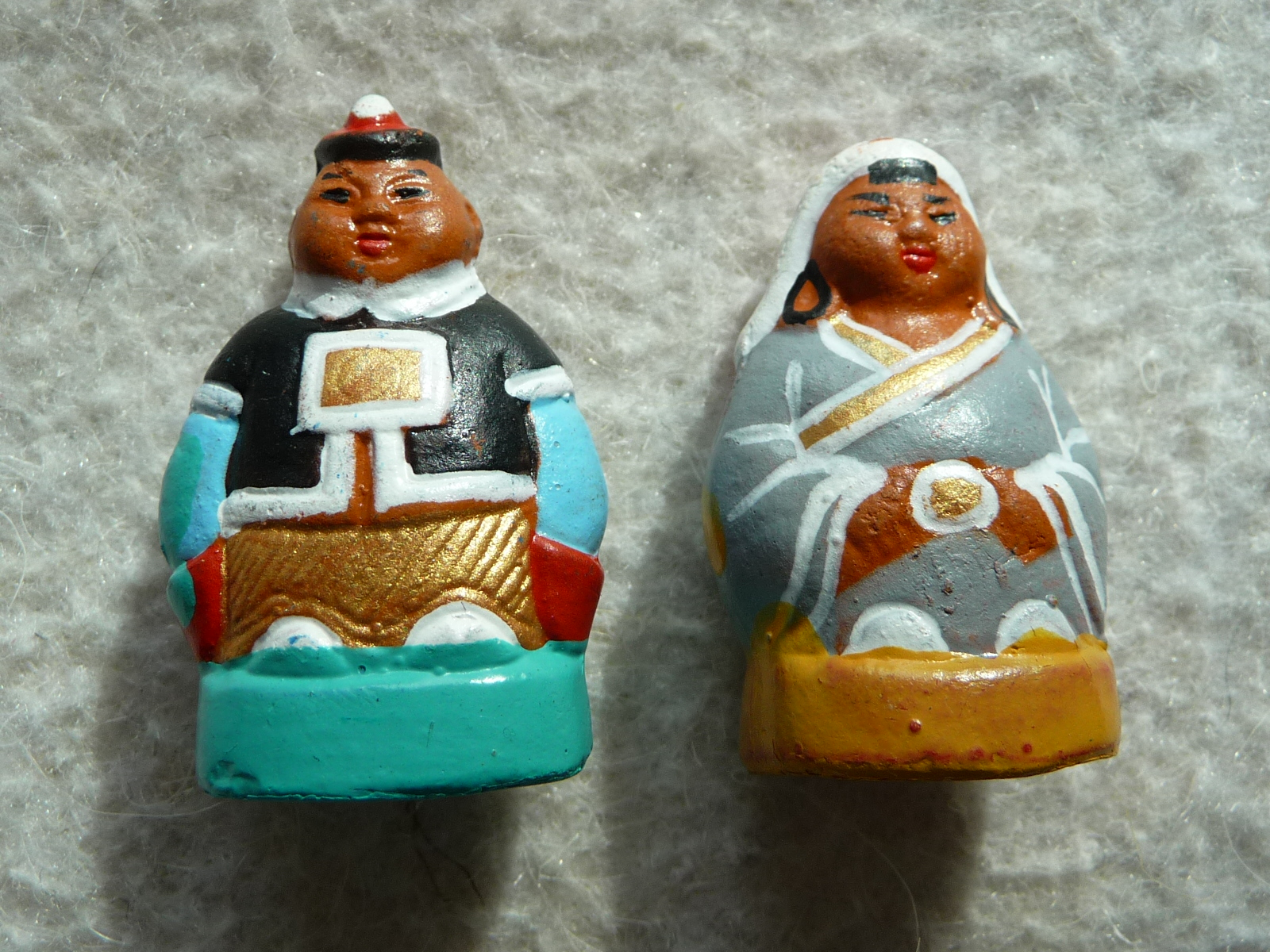
Noyon – Könige